# Magners League 2006/07
Die Saison 2006/07 der Magners League, der von irischen, walisischen und schottischen Rugby-Teams gemeinsam ausgetragenen Meisterschaft, begann am 1. September 2006. Die Saison umfasste 20 Spieltage (je eine Vor- und Rückrunde) und dauerte bis zum 12. Mai 2007. Die Ospreys aus Wales gewannen den Meistertitel. Die Saison war die erste unter dem neuen Namen, zuvor firmierte die Liga unter dem Namen Celtic League.

## Tabelle
M = Amtierender Meister
|     | Team                  | Spiele | Siege | Unent. | Ndlg. | Spiel- punkte | Diff. | Bonus- punkte | Tabellen- punkte |
| --- | --------------------- | ------ | ----- | ------ | ----- | ------------- | ----- | ------------- | ---------------- |
| 01. | Ospreys               | 20     | 14    | 0      | 6     | 461:374       | + 87  | 8             | 64               |
| 02. | Cardiff Blues         | 20     | 13    | 1      | 6     | 447:327       | + 120 | 9             | 63               |
| 03. | Leinster Rugby        | 20     | 12    | 1      | 7     | 472:376       | + 96  | 11            | 61               |
| 04. | Llanelli Scarlets     | 20     | 12    | 0      | 8     | 490:417       | + 73  | 9             | 57               |
| 05. | Ulster Rugby (M)      | 20     | 11    | 1      | 8     | 423:310       | + 113 | 9             | 55               |
| 06. | Munster Rugby         | 20     | 12    | 0      | 8     | 379:294       | + 85  | 6             | 54               |
| 07. | Glasgow Warriors      | 20     | 11    | 0      | 9     | 434:419       | + 15  | 5             | 49               |
| 08. | Edinburgh Rugby       | 20     | 8     | 1      | 11    | 335:423       | - 88  | 8             | 42               |
| 09. | Newport Gwent Dragons | 20     | 8     | 0      | 12    | 353:362       | - 9   | 7             | 39               |
| 10. | Connacht Rugby        | 20     | 4     | 2      | 14    | 326:474       | - 148 | 6             | 26               |
| 11. | Border Reivers        | 20     | 2     | 0      | 18    | 201:545       | - 344 | 4             | 12               |

Die Punkte werden wie folgt verteilt:
- 4 Punkte bei einem Sieg
- 2 Punkte bei einem Unentschieden
- 0 Punkte bei einer Niederlage (vor möglichen Bonuspunkten)
- 1 Bonuspunkt für vier oder mehr erfolgreiche Versuche, unabhängig vom Endstand
- 1 Bonuspunkt bei einer Niederlage mit sieben oder weniger Punkten Unterschied